# Gare de Minami-Hikone
La gare de Minami-Hikone (南彦根駅, Minami-Hikone-eki) est une gare ferroviaire située à Hikone, dans la préfecture de Shiga au Japon.

## Situation ferroviaire
La gare se trouve au (PK) point kilométrique 455,2 de la ligne principale Tōkaidō.

## Histoire
La gare a ouvert le 30 juin 1981.

## Service des voyageurs

### Accueil
La gare dispose d'un bâtiment voyageurs, avec guichets, ouvert tous les jours.

### Desserte
- Ligne Biwako :
  - voie 1 : direction Maibara, Nagahama et Ōgaki
  - voie 2 : direction Kyoto et Osaka